# LOVE PSYCHEDELIC ORCHESTRA
『LOVE PSYCHEDELIC ORCHESTRA』（ラブ・サイケデリック・オーケストラ）は、LOVE PSYCHEDELICOの2枚目のスタジオ・アルバム。2002年1月9日発売。発売元はビクターエンタテインメント。

## 解説
約1年ぶりにリリースされたアルバム。前作以降にリリースされたシングル「Free World」と「I will be with you」を含む12曲が収録されており、また歌詞の英語の割合が多くなっている。
短期間で制作されたアルバム。1枚目でやりたかったことはロックの明るい面を伝えることだったが、2作目である本作はそれに対する責任としてロックの暗い面を伝えることをテーマに、ファーストのアンチテーゼとして作られた。そのため華やかな部分はそぎ落とされ、やや内向的な雰囲気となっている。打ち込みに加えて本作では生ドラムのループを導入している。
タイトルの『LOVE PSYCHEDELIC ORCHESTRA』は現在のバンド名になる以前に名乗っていたバンド名であり、つまり本作はセルフ・タイトル・アルバムである。
収録曲の「waltz」は 映画「天使の恋」（2009年）挿入歌。また「dry town」はのちに「Dry Town 〜Theme of Zero〜」としてリメイクされ、フジテレビ系ドラマ「絶対零度〜未解決事件特命捜査〜」（2010年）のメインテーマとして使用された。

## 収録曲
| 全作詞・作曲: LOVE PSYCHEDELICO。 |                           |                   |                   |      |
| #                                 | タイトル                  | 作詞              | 作曲・編曲        | 時間 |
| 1.                                | 「Standing Bird」         | LOVE PSYCHEDELICO | LOVE PSYCHEDELICO | 5:00 |
| 2.                                | 「Free World」            | LOVE PSYCHEDELICO | LOVE PSYCHEDELICO | 4:56 |
| 3.                                | 「unchained」             | LOVE PSYCHEDELICO | LOVE PSYCHEDELICO | 4:37 |
| 4.                                | 「green」                 | LOVE PSYCHEDELICO | LOVE PSYCHEDELICO | 1:28 |
| 5.                                | 「dry town」              | LOVE PSYCHEDELICO | LOVE PSYCHEDELICO | 3:54 |
| 6.                                | 「I will be with you」    | LOVE PSYCHEDELICO | LOVE PSYCHEDELICO | 4:22 |
| 7.                                | 「days of days over you」 | LOVE PSYCHEDELICO | LOVE PSYCHEDELICO | 3:34 |
| 8.                                | 「You ate it」            | LOVE PSYCHEDELICO | LOVE PSYCHEDELICO | 3:47 |
| 9.                                | 「waltz」                 | LOVE PSYCHEDELICO | LOVE PSYCHEDELICO | 3:50 |
| 10.                               | 「life goes on」          | LOVE PSYCHEDELICO | LOVE PSYCHEDELICO | 3:47 |
| 11.                               | 「"0"」                   | LOVE PSYCHEDELICO | LOVE PSYCHEDELICO | 2:41 |
| 12.                               | 「California」            | LOVE PSYCHEDELICO | LOVE PSYCHEDELICO | 2:23 |
| 合計時間:                         | 合計時間:                 | 44:19             |                   |      |

## 演奏
- 清水俊也 (SHUNYA from MUNA SEA)：Keyboards
- 堀江博久 (HOUSES of the HORIEE)：Keyboards, Chorus
- スマイリー山田：Drums, Percussion, Chorus
- 見上浩司 (COZY MIKAMIX)：Chorus, Ratiug, LLEB
- 田中邦和：Sax